# 大雄的日本誕生
《哆啦A夢：大雄的日本誕生》，是于1988年10月到1989年3月连载于月刊《龙漫CORO-CORO》上的《哆啦A梦》大长篇作品，于1989年3月11日公映。这是第九部哆啦A梦大长篇，也是第十部哆啦A梦电影作品，併映作品为《哆啦美与迷你哆啦SOS》。故事发生于七万年前尚处于更新世的中国大陸和日本。本片创下的票房纪录在藤子·F·不二雄在世时期未被打破。
本片曾創下哆啦A夢影史上最高观影人数记录（420萬人），亦即若計入通貨膨脹影響，本電影曾是系列作中票房最高的一部，這個紀錄保持了29年（1989~2018），直到2018年《大雄的金银岛》上映後才終於被打破。本作的重製版本是2016年上映的《新·大雄的日本誕生》。

## 故事概要
本劇背景是七萬年前的歐亞大陸（當時冰河期，日本、中國為陸連狀態）。由于在现实生活中太过不顺，加上空地也无法玩耍，大雄和他的伙伴哆啦A夢、小夫、胖虎和静香决定进行史上最大规模的离家出走。同时，由于发生时空错乱，一名名叫克克鲁的远古部落「光亮族」来到20世纪的东京，后被大雄等发现，带到七万年前。原来光亮族被黑暗族侵略，而黑暗族的首领是来自未来世界的厉卡松比，他妄图改变世界历史，但是在时光巡逻队的协助下，最后厉卡松比的阴谋破产，而克克鲁與光亮族定居日本，成为日本人的始祖。

## 人物介紹／配音員
香港方面，於1986年至1990年間有購入其中6部電影系列作的無綫電視（TVB）並沒有製作此電影之粵語配音版，僅有的版本為為1993年由「歷紹行」推出的錄影帶及鐳射影碟，當中「叮噹」一角電視版常任配音員由林保全聲演。

### 預告片旁白
- 香港：林保全

### 角色
| 角色     | 配音員     | 配音員     | 配音員   | 配音員   |
| 角色     | 日本       | 臺灣       | 臺灣     | 英屬香港 |
| 角色     | 日本       | 新潮社版本 | 華視版本 | 英屬香港 |
| -------- | ---------- | ---------- | -------- | -------- |
| 哆啦A夢  | 大山羨代   | 于正昇     | 陳美貞   | 林保全   |
| 野比大雄 | 小原乃梨子 | 李映淑     | 林筱玲   | （待考） |
| 源靜香   | 野村道子   | 呂佩玉     | 林美秀   | （待考） |
| 剛田武   | 立壁和也   | 徐健春     | 梁興昌   | （待考） |
| 骨川小夫 | 肝付兼太   | 官志宏     | 李世揚   | （待考） |
| 野比玉子 | 千千松幸子 | 呂佩玉     | 林美秀   | （待考） |
| 野比大助 | 加藤正之   | 徐健春     | 梁興昌   | （待考） |
| 胖虎媽媽 | 青木和代   | 李映淑     | 連思宇   | （待考） |
| 老师     | 田中亮一   | 官志宏     | 李世揚   | （待考） |

### 本作角色
| 角色               | 配音員                     | 配音員               | 配音員   | 配音員   | 介紹 |
| 角色               | 日本                       | 臺灣                 | 臺灣     | 英屬香港 | 介紹 |
| 角色               | 日本                       | 新潮社版本           | 華視版本 | 英屬香港 | 介紹 |
| ------------------ | -------------------------- | -------------------- | -------- | -------- | --- |
| 克克鲁             | 松岡洋子                   | 呂佩玉               | 連思宇   | （待考） | 光明族的少年。因为時空乱流而来到现代日本。是光明族里唯一一个沒有被黑暗族袭击的。在哆啦A梦和大雄等的帮助下，终于复兴了光明族。后来改名为温巴澳（「日出之国的勇者」之意），成为光明族的族长和日本人的祖先。另外他也是姊妹作品大耳鼠的女主角春日艾莉的祖先。                                                    |
| 时光机             | 三矢雄二                   | 徐健春               | 林柏昱   | （待考） | 可辨识目的地，也有语音功能。根据与哆啦A梦的对话来看，似乎是一部可以自己思考的机器。另外，尽管之前的《大雄的平行西遊記》中的时光机也有语音功能，但因为《大雄的平行西遊記》没有原作漫畫，因此用原作來論本作品是第一次。                                                                                        |
| 長毛象             | 大宮悌二                   | （待考）             | （待考） | （待考） | |
| 厉卡松比           | 永井一郎                   | 徐健春               | 孟慶府   | （待考） | 拥有不死身的精灵王。实际上是从23世纪来的未來科學家，操控着黑暗族。企图支配以后世界的時空犯罪者。擁有解除時間暫停的能力。 |
| 土靈               | 高島雅羅                   | 呂佩玉               | 連思宇   | （待考） | 厉卡松比的手下，可以说话的土偶。具有形状记忆功能，即使被击碎也能恢复原状。不仅可以飞，还能让天空飞沙走石。最后被哆啦A梦的瞬间黏合枪攻擊後黏住，不能移動。其形像參考日本繩文時代之遮光器土偶。 |
| 光明族長老         | 北村弘一                   | 于正昇               | 周學禮   | （待考） | 光明族的长老。 |
| 塔吉卡拉           | 仲木隆司                   | 官志宏               | 林柏昱   | （待考） | 克克鲁父親。 |
| 塔蘭               | 玉川紗己子                 | 李映淑               | 林美秀   | （待考） | 克克鲁母親。 |
| 烏塔貝             | 二又一成                   | 于正昇               | 林柏昱   | （待考） | 光明族族民，擅長唱歌。 |
| 烏茲美             | 林玉緒                     | （原音）             | 連思宇   | （待考） | 光明族族民，擅長跳舞。 |
| 地主               | 田口昂                     | 官志宏               | 孟慶府   | （待考） | 大雄平时玩耍的空地的地主。将空地以3億日元的价格卖给房地产商（当时正处于泡沫经济当中）。 |
| 時光巡邏隊         | 橋本晃一                   | 官志宏               |          | （待考） | |
| 黑暗族首領         | 廣瀨正志                   | 徐健春               | 孟慶府   | （待考） | 七万年前居住在中国的部族，与猿人相近。其体魄强于光明族但智力弱于光明族，該族尊奉厉卡松比和土靈。 |
| 黑暗族人民         | 岸野一彥 郷里大輔          | 于正昇 徐健春 官志宏 |          | （待考） | |
| 少年               | 真柴摩利                   | （待考）             |          | （待考） | |
| 光明族／光亮族人民 | 茶風林 坂東耕一郎 梁田清之 | 呂佩玉 于正昇 官志宏 |          | （待考） | 居住在七万年前，今中国安徽省和县附近的原始人部落。在哆啦A梦的协助下最后去了日本。因为哆啦A梦变装且拥有很多神奇道具，因此其开始崇拜哆啦A梦。在原作漫畫中有「光明族是日本的第一批人类，而之前来到日本列岛的猿人都在漫长的自然演化中死亡」的说法。但是以目前的考古成果来看，日本最早的人类應是在3万年以内诞生。 |
| 女孩               | 林玉緒 前田雅恵            | （待考）             |          | （待考） | |
| 龙                 | （待考）                   | （待考）             |          | （待考） | 大雄用哆啦A梦的道具做出的三匹架空动物。飞马是用马和天鹅做的；龙是用鳄鱼，鹿和蜥蜴做的；翼狮是用狮子和鹫做的。在原作中，以大雄乘坐飞马的次数为多。 |
| 翼狮               | （待考）                   |                      |          | （待考） | 大雄用哆啦A梦的道具做出的三匹架空动物。飞马是用马和天鹅做的；龙是用鳄鱼，鹿和蜥蜴做的；翼狮是用狮子和鹫做的。在原作中，以大雄乘坐飞马的次数为多。 |
| 飞马               | （待考）                   |                      |          | （待考） | 大雄用哆啦A梦的道具做出的三匹架空动物。飞马是用马和天鹅做的；龙是用鳄鱼，鹿和蜥蜴做的；翼狮是用狮子和鹫做的。在原作中，以大雄乘坐飞马的次数为多。 |
| 其他角色           |                            |                      |          |          | |

## 制作人员
- 監督：芝山努
- 脚本：藤子・F・不二雄
- 演出助手：安藤敏彦、平井峰太郎
- 作画監督：富永貞義
- 美術設定：川本征平
- 美術監督：沼井信朗
- 色彩設計：野中幸子
- 撮影監督：斎藤秋男
- 特殊撮影：三澤勝治
- 编辑：渡瀬祐子、林美都子、井上和夫
- 録音監督：浦上靖夫
- 效果：柏原満
- 音樂：菊池俊輔
- 監修：楠部大吉郎
- 製作擔當：市川芳彦
- 製片人：別紙壮一、山田俊秀、小泉美明、波多野正美
- 制作協助：藤子工作室、旭通信社
- 制作：SHIN-EI動画、小學館、朝日電視台

## 评价
与《大雄與動物行星》并列、该电影是少数评价超过原著的大长篇作品。雄壮的故事与最后的离别景色，对于以低年龄层为观赏中心的《哆啦A梦》电影来说相当自豪。（这部作品也是《哆啦A梦》的作者藤子先生死后的追悼放送电影。）
一方面也有人批评该故事的構成上不够完備（在故事中，大雄和哆啦A梦根据克克鲁的指引来到的是已经被厉卡松比破坏后的村庄，有人质疑为什么不去破坏前的村庄）。而认为早期《哆啦A梦》电影才是王牌电影的哆啦A梦迷们对这部电影也多有批判。也有人批评该故事丢失了大长篇系列中哆啦A梦和他的伙伴们之间的友情与团结，也忽略了哆啦A梦和大雄等的努力，将重点放在时间巡逻队上。

## 小知識
- 瓢虫漫画第41卷收录的《无人岛上的大怪物》（《小学四年生》1989年7月号刊載）出现了本作中的一部分道具。这也是少数与大长篇有密切关系的短篇故事。此外这样的大长篇例子还有《大雄與雲之王國》。
- 在电影版裡，克克鲁食用的翻譯蒟蒻是味噌味的。
- 该作品中还出现的单行本第7卷中《山村里的怪事件》（《小学館BOOK》1974年3月号刊載）中登场的山奥村被废弃后的后续描写。
- 片头曲《哆啦A梦之歌》自该电影开始主唱由大杉久美子改为山野智子。以及电影的正式内容开始之前只有克克鲁的出场，没有大雄等人的登场；以及克克鲁被吸入时空乱流后出现的地球全景，都被认为是不错的设计。
- 此片為哆啦A夢在平成時代的第一部电影版。

## 主題歌
| 歌曲             | 作詞     | 作曲     | 演唱     |
| ---------------- | -------- | -------- | -------- |
| 《时之旅人》（時の旅人） | 武田鐵矢 | 堀内孝雄 | 西田敏行 |

## 遊戲作品
- 《哆啦A夢 迷宮大作戰》（日文：ドラえもん 迷宮大作戦）－機種：PCE，媒體：HuCARD，發售日期:1989年10月31日，售價：4900日圓，開發：Hudson
- 《哆啦A夢 巨尊比的反擊》（日文：ドラえもん ギガゾンビの逆襲）－機種：FC，類型：RPG，發售日期:1990年9月14日，開發：ハイマックス研究開発センター、Red Company，發售：Epoch